# Kławdija Nikołajewa
Kławdija Iwanowna Nikołajewa (ros. Клавдия Ивановна Николаева, ur. 1 czerwca?/13 czerwca 1893 w Petersburgu, zm. 28 grudnia 1944 w Moskwie) – radziecka działaczka partyjna, członek KC RKP(b) (1924-1925) i KC WKP(b) (1934-1944).

## Życiorys
W 1909 wstąpiła do SDPRR, od 1910 w zarządzie związku drukarzy, od 1913 sekretarz kasy chorych w Petersburgu, aresztowana i w 1915 zesłana do guberni jenisejskiej, 19 marca 1917 uwolniona podczas rewolucji lutowej. W 1917 członek kolegium redakcyjnego pisma "Rabotnica", od 1918 kierowała Wydziałem Kobiecym Piotrogrodzkiego Komitetu Gubernialnego RKP(b), później kierowniczka Wydziału Agitacyjno-Propagandowego Piotrogrodzkiego Komitetu Gubernialnego RKP(b), od 1924 do 27 stycznia 1926 kierowniczka Wydziału Robotnic i Chłopek KC RKP(b)/WKP(b), od 31 maja 1924 do 18 grudnia 1925 członek KC RKP(b). Od 2 czerwca 1924 do 18 grudnia 1924 członek Biura Organizacyjnego KC RKP(b), od 12 czerwca 1924 do 18 grudnia 1925 zastępca członka Sekretariatu KC RKP(b), od 31 grudnia 1925 do 26 stycznia 1934 zastępca członka KC WKP(b), od 1928 do sierpnia 1930 kierowała Wydziałem Agitacyjno-Propagandowym Północnokaukaskiego Komitetu Krajowego WKP(b), od sierpnia 1930 do 1933 kierowniczka Wydziału Agitacji i Kompanii Masowych KC WKP(b). Od marca 1933 do marca 1934 II sekretarz Zachodniosyberyjskiego Komitetu Krajowego WKP(b), od 10 lutego 1934 do śmierci członek KC WKP(b), od marca 1934 do 11 marca 1936 II sekretarz Iwanowskiego Przemysłowego Komitetu Obwodowego WKP(b), od 11 marca do września 1936 II sekretarz Iwanowskiego Komitetu Obwodowego WKP(b), następnie do śmierci sekretarz Wszechzwiązkowej Centralnej Rady Związków Zawodowych. Od 1937 deputowana do Rady Najwyższej ZSRR, od 1938 członek Prezydium tej rady. Odznaczona Orderem Lenina (8 marca 1933).
Urna z jej prochami została złożona na Cmentarzu przy Murze Kremlowskim.